# Đỗ Tống
Đỗ Tống hay Đỗ Tông (chữ Hán: 杜綜, 1504 - ?) là một trạng nguyên và chính trị gia thời nhà Mạc trong lịch sử Việt Nam.

## Tiểu sử
Đỗ Tống sinh tại xã Lại Ốc, huyện Tế Giang, phủ Thuận An, Kinh Bắc (nay thuộc xã Long Hưng, huyện Văn Giang, tỉnh Hưng Yên). Thân phụ ông là Đỗ Nhân (杜絪, 1466-1518), tự Đôn Chính (敦政) hiệu Nghĩa Sơn (義山). Đỗ Nhân đỗ đệ nhị giáp tiến sĩ xuất thân, khoa Quý Sửu niên hiệu Hồng Đức thứ 24 (1493) đời vua Lê Thánh Tông. Sau khi đỗ đạt, Đỗ Tống giữ các chức quan, như Thượng thư Bộ Hộ kiêm Đô Ngự sử, Đông các Đại học sĩ, Nhập thị Kinh diên. Sau đó, ông đổi tên là Đỗ Nhạc (杜岳) và được cử đi sứ. Dưới triều Lê Chiêu Tông, vì can gián Mạc Đăng Dung nên Đỗ Tống bị Đăng Dung sai đồ đảng chém chết. Sau thời Lê Trung hưng, ông được tặng Thiếu bảo, tước Văn Trinh bá.
Em trai của Đỗ Tống là Đỗ Tấn (杜縉, 1514-?). Đỗ Tấn đỗ đệ tam giáp đồng tiến sĩ xuất thân vào khoa thi Ất Mùi năm Đại Chính thứ 6 (1535) thời Mạc Thái Tông. Đỗ Tấn làm quan đến chức Thượng thư, kiêm Đông các Đại học sĩ, tước Trà Quận công. Sau bị tử trận, ông được tặng tước Quốc công.
Đỗ Tống đỗ trạng nguyên khoa Kỷ Sửu, niên hiệu Minh Đức thứ 3 (1529) đời Mạc Thái Tổ. Sau khi đỗ đạt, ông làm quan cho nhà Mạc, giữ các chức quan như như Tả Thị lang Bộ Hình, Đông các Đại học sĩ.
Con trai ông là Đỗ Trực (杜直, 1537- 18/8/1625). Đỗ Trực sau này cũng đỗ Đệ nhị giáp Tiến sĩ xuất thân khoa Canh Thìn niên hiệu Diên Thành thứ 3 (1580) đời Mạc Mậu Hợp rồi làm quan đến chức Hiến sát sứ. Sau ông theo giúp nhà Lê làm Đông các Đại học sĩ. Ông mở mang và khai phá một vùng đất mới nay là thôn Đại Vy xã Đại Đồng huyện Tiên Du tỉnh Bắc Ninh. Hiện ông vẫn được thờ tại đây và dòng họ của ông liên tục phát triển ngày càng lớn mạnh.
Như vậy, cả gia đình của Đỗ Tống đều đỗ Tiến sĩ với cha ông là Đỗ Nhân đỗ đạt dưới triều Lê Thánh Tông, em trai ông là Đỗ Tấn đỗ đạt dưới triều Mạc Thái Tông, và con trai ông là Đỗ Trực đỗ đạt đời Mạc Mậu Hợp, sau lại theo về nhà Lê Trung Hưng.